# Foglie d'autunno
Foglie d'autunno (Autumn Leaves) è un film del 1956 diretto da Robert Aldrich e interpretato da Joan Crawford e Cliff Robertson.
È stato presentato in concorso alla 6ª edizione del Festival internazionale del cinema di Berlino, dove Robert Aldrich ha vinto l'Orso d'argento per il miglior regista.
Nel 1997 la Writers Guild of America ha "restituito" i crediti ai co-sceneggiatori Jean Rouverol e Hugo Butler, all'epoca nella lista nera di Hollywood e i cui nomi erano stati sostituiti nei titoli di testa da quello di Jack Jevne.

## Trama
Millicent "Milly" Wetherby è un'affascinante dattilografa di mezza età che lavora da casa. Una sera, in un ristorante, conosce Burt Hanson, un giovane soldato reduce dalla seconda guerra mondiale, che inizia a corteggiarla e del quale Milly finisce per innamorarsi. Pur esitante a causa della differenza d'età, la donna accetta la proposta di matrimonio di Burt: i due si sposano in Messico. I primi mesi scorrono felici, nonostante il marito mantenga un certo riserbo circa il proprio passato.
Quando Milly scopre che Burt non è orfano - come affermava - ed è già stato sposato, comincia a svolgere indagini, che la portano ad affrontare l'amara verità: l'uomo che ha sposato ha iniziato a soffrire di disturbi nervosi dopo aver scoperto che l'ex moglie Virginia era l'amante di suo padre. Consapevole che il suo amore non può bastare a guarirlo, dopo che Burt diventa violento, Milly si rassegna a farlo ricoverare in una clinica psichiatrica; teme tuttavia che, una volta guarito, non vorrà sapere più nulla di lei. Lo stato mentale di Burt - sottoposto a iniezioni di psicofarmaci e terapia elettroshock - migliora. Una volta giunta nella clinica, Milly scopre felicemente che egli l'ama ancora e i due possono guardare avanti verso un futuro migliore.

## Produzione
Le riprese iniziarono il 31 agosto 1955 e proseguirono fino al 21 ottobre. Il titolo di lavorazione era The Way We Are, ma secondo un articolo pubblicato nel 1956 venne cambiato in Autumn Leaves per sfruttare la popolarità dell'omonima canzone eseguita da Nat King Cole sui titoli di testa e di coda.
Tra Cliff Robertson e Lorne Greene, che nel film interpretavano rispettivamente il protagonista e suo padre, c'erano solo otto anni di differenza.

## Distribuzione
Il film fu presentato in anteprima nel giugno 1956 al Festival di Berlino e debuttò a New York il 1º agosto.
In anni più recenti è stato proiettato al Festival international du film d'Amiens (1994) e al Torino Film Festival (2006).

### Date di uscita
- Stati Uniti (Autumn Leaves) – 1º agosto 1956
- Finlandia (Syyslehtiä) – 19 ottobre 1956
- Francia (Feuilles d'automne) – 16 novembre 1956
- Portogallo (Folhas de Outono) – 28 novembre 1956
- Svezia (När skymningen faller) – 25 febbraio 1957
- Taiwan (怨婦悲秋) – 14 gennaio 1958

## Accoglienza

### Incassi
Realizzato con un budget di circa 765.000 dollari, il film incassò negli Stati Uniti 1,1 milioni di dollari.

### Critica
Il sito Rotten Tomatoes riporta l'88% di recensioni con un giudizio positivo, con un voto medio di 7,1 su 10.
Il film fu un modesto successo al botteghino, anche se Joan Crawford lo ha giudicato in seguito «il miglior film donna matura/uomo più giovane mai realizzato» ed ha aggiunto: «Tutto ha funzionato in Foglie d'autunno. Il cast era perfetto, la sceneggiatura era buona, e penso che Bob abbia gestito tutto bene. Penso davvero che Cliff abbia fatto un lavoro stupendo... Penso che nel suo insieme sia stato migliore di alcuni film romantici che ho fatto in passato, ma per qualche ragione non è molto conosciuto ed è stato eclissato dal film che ho fatto con Bette Davis».
Bosley Crowther criticò duramente il film sul New York Times del 2 agosto 1956, definendolo «una farsa assoluta» e un «tetro racconto strappato via dai quaderni del dottor Freud» e giudicando molto negativamente le performance di Joan Crawford («spesso sfiora l'assurdità») e Cliff Robertson («un guazzabuglio di intensa goffaggine e imbarazzanti idiozie»).
Meno critica fu la rivista Segnalazioni Cinematografiche, che lo giudicò «un film a sfondo psicologico e sentimentale, realizzato e diretto dignitosamente. Il peso maggiore del lavoro, condotto con notevole impegno, viene sostenuto dalla Crawford, alla quale la parte s'attaglia perfettamente; meno a posto il protagonista maschile. Si nota, nel corso del lavoro, qualche lungaggine e qualche situazione convenzionale».

## Colonna sonora

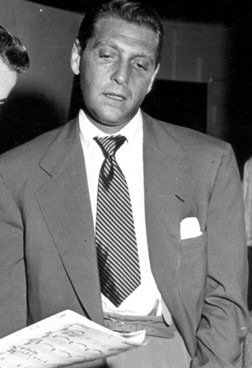
Il musicista e direttore d'orchestra David Rose.

La colonna sonora, eseguita dall'orchestra di David Rose, è stata pubblicata nel 1957 dalla MGM Records. Oltre a brani composti dallo stesso Rose e alla title track, versione inglese di Les feuilles mortes di Joseph Kosma e Jacques Prévert, include altri standard jazz (Indian Summer, 'Tis Autumn, Autumn in New York) e canzoni popolari come The Autumn Waltz, September in the Rain e Shine On, Harvest Moon.

### Tracce
1. Autumn Leaves (Kosma, Mercer, Parsons, Prevert) – 03:15
2. The Autumn Waltz (Coleman, Hilliard) – 02:49
3. September in the Rain (Warren, Dubin) – 03:40
4. Indian Summer (Herbert, Dubin) – 02:14
5. Blue Autumn (Rose) – 03:14
6. Shine On, Harvest Moon (Bayes, Norworth) – 02:13
7. 'Tis Autumn (Nemo) – 02:33
8. Autumn Serenade (DeRose, Gallop) – 03:20
9. Autumn Nocturne (Myrow, Gannon) – 02:29
10. October Mist (Fiorito, Webster) – 02:12
11. Autumn in New York (Duke) – 03:54
12. Autumn holiday (Rose) – 01:47